# Onciale 0267
- Papyrus
- Onciale
- Minuscules
- Lectionnaire

Le Codex 0267 (dans la numérotation Gregory-Aland), est un manuscrit du Nouveau Testament sur parchemin écrit en écriture grecque onciale.

## Description
Le codex se compose d'une folio. Il est écrit en une colonne par page, de 10 lignes par colonne. Les dimensions du manuscrit sont 7 x 9,5 cm,. Les paléographes datent ce manuscrit du Ve siècle.
C'est un manuscrit contenant le texte de l'Évangile selon Luc (8,25-27).
Le texte du codex représenté est de type mixte. Kurt Aland ne l'a pas placé dans aucune Catégorie.
Le manuscrit a été examiné par Ramón Roca-Puig en 1965.
Lieu de conservation
Il est conservé à la Fundación Sant Lluc Evangelista (P. Barc. 16) à Barcelone,.